# Chorvad
Chorvad è una suddivisione dell'India, classificata come municipality, di 21.196 abitanti, situata nel distretto di Junagadh, nello stato federato del Gujarat. In base al numero di abitanti la città rientra nella classe III (da 20.000 a 49.999 persone).

## Geografia fisica
La città è situata a 21° 1' 0 N e 70° 13' 60 E e ha un'altitudine di 9 m s.l.m..

## Società

### Evoluzione demografica
Al censimento del 2001 la popolazione di Chorvad assommava a 21.196 persone, delle quali 10.956 maschi e 10.240 femmine. I bambini di età inferiore o uguale ai sei anni assommavano a 2.507, dei quali 1.262 maschi e 1.245 femmine. Infine, coloro che erano in grado di saper almeno leggere e scrivere erano 10.698, dei quali 6.792 maschi e 3.906 femmine.